# Elaeocarpus balgooyi
Elaeocarpus balgooyi är en tvåhjärtbladig växtart som beskrevs av Mark James Coode. Elaeocarpus balgooyi ingår i släktet Elaeocarpus och familjen Elaeocarpaceae. Inga underarter finns listade i Catalogue of Life.